# Marie NDiaye
Marie NDiaye (Pithiviers, 4 de junho de 1967) é uma escritora, roteirista e dramaturga francesa.
Filha de uma francesa e um senegalês, cresceu na periferia de Paris. Começou a escrever aos 12 anos, mas só em 1985 publicou seu primeiro livro, o romance Quant au riche avenir. Casada com o também escritor Jean-Yves Cendrey, escreveu com ele a peça teatral Toute vérité. É coautora do roteiro do filme Minha Terra África (White Material, 2010), dirigido por Claire Denis.
Venceu o Prêmio Goncourt de 2009 com seu romance Trois Femmes Puissantes. Também ganhou o Prêmio Femina em 2001, com Rosie Carpe..

## Obras

### Prosa
- Quant au riche avenir - Minuit, 1985 ISBN 2-7073-1018-2
- Comédie classique - P.O.L, 1988 ISBN 2-86744-082-3
- La Femme changée en bûche - Minuit, 1989 ISBN 2-7073-1285-1
- En famille - Minuit, 1991 ISBN 2-7073-1367-X
- Un temps de saison - Minuit, 1994 ISBN 2-7073-1474-9
- La Sorcière - Minuit, 1996 ISBN 2-7073-1569-9
- En Chine 1 et 2, na antologia Dix, Éditions Grasset & Fasquelle|Grasset / Les Inrockuptibles, 1997 ISBN 2-246-54701-6
- La Naufragée - Flohic, 1999 ISBN 2842340620
- Rosie Carpe - Minuit, 2001 ISBN 2-7073-1740-3
- Tous mes amis - Minuit, 2004 ISBN 2-7073-1859-0
- Autoportrait en vert - Mercure de France, 2005 ISBN 2-7152-2481-8
- Mon cœur à l'étroit - Gallimard, 2007 ISBN 978-2-07-077457-9 (No Brasil: Coração Apertado, Cosac & Naify, 2010)
- Trois femmes puissantes - Gallimard, 2009 ISBN 978-2-07-078654-1, Prix Goncourt 2009 (No Brasil: Três Mulheres Fortes, Cosac & Naify, 2013)
- Y penser sans cesse - Photographies de Denis Cointe, L'Arbre vengeur, 2011 ISBN 9-782916-1417-18
- Ladivine - Gallimard, 2013 ISBN 978-2070126699
- La Cheffe - Gallimard, 2016

### Teatro
- Hilda - Minuit, 1999 ISBN 2-7073-1661-X
- Papa doit manger - Minuit, 2003 ISBN 2-7073-1798-5
- Rien d'humain - Les Solitaires Intempestifs, 2004 ISBN 2-84681-095-8
- Les Serpents - Minuit, 2004 ISBN 2-7073-1856-6
- Providence - Gallimard, 2007
- Toute vérité (com Jean-Yves Cendrey) - Gallimard, 2007. ISBN 978-2-07-078183-6
- Les Grandes Personnes - Gallimard, 2011 ISBN 978-2-07-013193-8

### Infantojuvenil
- La Diablesse et son enfant - École des loisirs, 2000 ISBN 2-211-05660-1 (No Brasil: A Diaba e sua Filha, Cosac & Naify, 2011)
- Les Paradis de Prunelle - Albin Michel Jeunesse, 2003 (ISBN 2-226-14068-9)
- Le Souhait - École des loisirs, 2005 ISBN 2-211-07962-8

### Não ficção
- La naufragée - Flohic, 1999 (ISBN 2842340620)